# João Lucas Reis da Silva
João Lucas Reis da Silva (* 26. März 2000 in Recife) ist ein brasilianischer Tennisspieler.

## Karriere
Reis da Silva spielte bis 2018 auf der ITF Junior Tour. In der Jugend-Rangliste erreichte er mit Rang 30 seine höchste Notierung im Januar 2018. Erfolge hatte er vor allem in der zweithöchsten Turnierkategorie. Sein bestes Ergebnis bei Grand-Slam-Turnieren war im Einzel das Achtelfinale 2021 bei den French Open sowie im Doppel das Viertelfinale in Wimbledon.
Bei den Profis spielte Reis da Silva sein erstes Turnier 2017, als er sich im Einzel durch ein Halbfinale auf der ITF Future Tour in der Weltrangliste platzieren konnte. 2018 gewann er seine ersten Titel – einen im Einzel und zwei im Doppel –, wodurch er im Einzel das Jahr auf Platz 554 und im Doppel auf Rang 688 abschließen konnte. 2019 und 2020 verliefen mit je einem Titel pro Jahr im Einzel und Doppel ähnlich. Im Doppel verbesserte der Brasilianer sich 2021 um etwa 100 Plätze, nachdem er drei Futures gewonnen hatte. 
2022 schaffte Reis da Silva einen Durchbruch. Mitte des Jahres gelang ihm erstmals die Qualifikation zu einem Turnier der ATP Challenger Tour. Dreimal scheiterte er dort im Viertelfinale. In Ambato besiegte er zwei Spieler der Top 150 der Welt glatt und verlor erst im Finale Facundo Bagnis in zwei Sätzen. Im Doppel musste er mit Felipe Meligeni Alves im Endspiel von São Leopoldo aufgeben. In beiden Wertungen stand er vor dem Sprung in die Top 300. 
Das beste Ergebnis auf der Challenger Tour erzielte Reis da Silva ebenfalls im Doppel, als er mit Pedro Boscardin Dias 2023 das Turnier in Santiago de Chile für sich entschied. Nach dem Turnier erreichte er sein Rekordhoch in der Weltrangliste.

## Erfolge
| Legende (Anzahl der Siege) |
| Grand Slam                 |
| ATP Finals                 |
| ATP Tour Masters 1000      |
| ATP Tour 500               |
| ATP Tour 250               |
| ATP Challenger Tour (3)    |

### Einzel

#### Turniersiege
| Nr. | Datum         | Turnier  | Belag | Finalgegner   | Ergebnis |
| --- | ------------- | -------- | ----- | ------------- | -------- |
| 1.  | 15. Juni 2025 | Santa Fe | Sand  | Lautaro Midón | 6:4, 6:3 |

### Doppel

#### Turniersiege
| Nr. | Datum           | Turnier           | Belag | Partner              | Finalgegner                      | Ergebnis         |
| --- | --------------- | ----------------- | ----- | -------------------- | -------------------------------- | ---------------- |
| 1.  | 11. März 2023   | Santiago de Chile | Sand  | Pedro Boscardin Dias | Diego Hidalgo Cristian Rodríguez | 6:4, 3:6, [10:7] |
| 2.  | 25. Januar 2025 | Punta del Este    | Sand  | Gustavo Heide        | Facundo Mena Marco Trungelliti   | 6:2, 6:3         |

## Persönliches
Im Dezember 2024 outete da Silva sich als erster aktiver ATP-Spieler als schwul und machte die Beziehung zu seinem Partner publik.